# Ronny Fredrik Ansnes
Ronny Fredrik Ansnes (* 28. Juni 1989; † 15. Juli 2018) war ein norwegischer Skilangläufer.

## Werdegang
Ansnes nahm von 2007 bis 2014 vorwiegend am Scandinavian Cup teil. Dabei kam er neunmal unter die ersten Zehn und belegte in der Saison 2012/13 den sechsten Platz in der Gesamtwertung. Sein erstes von insgesamt fünf  Weltcuprennen lief er im Februar 2011 in Drammen, welches er mit dem 13. Platz über 15 km klassisch abschloss und damit auch seine ersten und einzigen  Weltcuppunkte gewann. Im Dezember 2011 erreichte er in Sjusjøen mit dem zweiten Platz in der Staffel seinen ersten Podestplatz im Weltcup. Im März 2013 siegte er beim Rensfjellrennet über 58 km klassisch.
Ansnes wurde am 16. Juli 2018 ertrunken im Fluss Resa gefunden. Er starb vermutlich am 15. Juli 2018.